# Maciej Wojtyszko
Maciej Wojtyszko (Warschau, Mazowieckie, 14 april 1946) is een Poolse filmregisseur, scenarioschrijver en auteur.

## Biografie
Maciej Wojtyszko studeerde af aan het Liceum Technik Teatralnych in Warschau in 1965. Nadien studeerde hij Filosofie aan de Universiteit van Warschau, en daarna ging hij naar de Leon Schiller Nationale Hogeschool voor Film, Televisie en Theater in Łódź, waar hij in 1973 afstudeerde als regisseur.
Hij was lesgever aan de Aleksander Zelwerowicz Theater Academie in Warsaw in 1990-93 en 1999-2002, en decaan van de Halina and John Machulskich Theaterschool. Hij is lid van de Vereniging van Poolse Schrijvers.
In 2002 kreeg Maciej Wojtyszko het Ridderkruis in de Orde van het Poolse Herstel voor zijn “buitengewone bijdrage aan de Poolse cultuur”. Hij is gehuwd met de schrijfster Henryka Królikowska en vader van de schrijfster Maria Wojtyszko en acteur en scenarioschrijver Adam Wojtyszko.

### Theater
Maciej Wojtyszko startte zijn loopbaan in het theater met de regie van Ławeczka (De bank) van de schrijver Aleksander Isaakovitsj Gelman in 1986 in het Powszechny Theater in Warschau, en werd bekend met zijn theaterbewerkingen van Ilja Ehrenburg’s Het stormachtige leven van Lasik Roitschwantz in het Athenaeum Theater in Warschau en Sławomir Mrożek’s Liefde in de Krim in het Oude Theater van Krakow.

### Film en televisie
Zijn loopbaan als filmregisseur begon in 1984 toen hij zijn eigen roman Synteza (Synthese) verfilmde. Internationaal werd hij bekend met zijn vierdelige televisiereeks Mistrz i Malgorzata (De meester en Margarita) in 1990. Daarna zou Wojtyszko nog veel films en tv-reeksen maken die grote populariteit verwierven in Polen, zoals Miodowe lata (Wittebroodsweken, 1998) waarvoor hij een prijs kreeg op het Poolse Humorfestival in Gdańsk en Ogród Luizy (De tuin van Louiza, 2007) waarvoor hij de Speciale Prijs van de Jury kreeg op het XXXII Poolse Filmfestival in Gdynia.

### Auteur Maciej Wojtyszko
Wojtyszko maakte zijn debuut als romanschrijver in 1969 met Szpilki (Pinnen), een verzameling van satirische verhalen. Hij is ook auteur van verschillende boeken voor kinderen en adolescenten, waarvan sommige werden bewerkt tot tekenfilmserie, zoals Bromba i inni (Bromba en de anderen, 1975) en Tajemnica szyfru Marabuta (De geheime code van de Maraboet, 1978). Een typisch element van zijn kinderboeken zijn de bizarre hoofdrolspelers die geconfronteerd worden met existentiële situaties. “Ik wil kinderen vertrouwd te maken met het verbazingwekkende fenomeen van het bestaan. Al mijn boeken gaan over het feit dat we leven en genieten van het leven”, zei Wojtyszko daarover.

## Theaterstukken
- 1991 – Klub Pickwicka (De Pickwick Club, Powszechny Theater, Warschau)
- 1990 – Shirley Valentine (Powszechny Theater, Warschau)
- 1986 – Miłość na Krymie (Liefde in de Krim, Oud Theatre, Krakow)
- 1986 – Kandyd (Candide, Powszechny Theater, Warschau)
- 1986 – Ławeczka (De bank, Powszechny Theater, Warschau)

## Filmografie

### Films en tv-reeksen
- 2010 – Swiety interes (Heilige belangen, film)
- 2009 – Doreczyciel (De verlosser, tv-reeks)
- 2007 – Ogród Luizy (De tuin van Louiza, film)
- 2006 – Ale sie kreci! (Loop rond!, tv-reeks)
- 2004 – Pensjonat Pod Róza (Pension Pod Roza, tv-reeks)
- 2001 – Kocham Klare (Ik hou van Klara, tv-reeks)
- 2000 – Miasteczko (De stad, televisieserie)
- 1998 – Miodowe lata (Wittebroodsweken, tv-reeks)
- 1990 – Mistrz i Małgorzata (De meester en Margarita, tv-reeks)
- 1986 – Ognisty aniol (De vurige engel, film)
- 1984 – Synteza (Synthese, film)

### Animatiefilms
- 1979 – Tajemnica szyfru Marabuta (De geheime code van de Maraboet)
- 1974 – Bromba i inni (Bromba en anderen)
- 1972 – Gżdaczi inni (Gżdacz en anderen)

### Romans en verhalen
- 1984 – Synteza (Synthese)
- 1975 – Antycyponek
- 1969 – Szpilki (Pinnen)

### Kinderboeken
- 2009 – Bromba i Fikandra wieczór autorski (De literaire avond van Bromba en Fikander)
- 2007 – Bromba i psychologia (Bromba en de psychologie)
- 2004 – Bromba i filozofia (Bromba en de filosofie)
- 2003 – Bromba i inni (Bromba en anderen, uitgebreide versie)
- 1978 – Tajemnica szyfru Marabuta (The Secret Cipher of the Marabout)
- 1977 – Trzynaste piórko Eufemii (De dertiende veer van Eufemia, stripverhaal)
- 1975 – Bromba i inni (Bromba en anderen)